# Donatan
Witold Marek Czamara, mer känd under artistnamnet Donatan, född 2 september 1984 i Kraków, är en polsk musiker, musikproducent och ljudtekniker. Han representerade Polen i Eurovision Song Contest 2014 i Köpenhamn med låten "My Słowianie" tillsammans med kollegan Cleo.